# Fumanal
Fumanal es una localidad aragonesa en el municipio de La Fueva, en la comarca del Sobrarbe, provincia de Huesca, Aragón, España. Actualmente se encuentra despoblado.
Fumanal está compuesto por algunas casas en el valle de un pequeño barranco, en las faldas orientales de la sierra de Muro de Roda, por encima del río Usía y de la hondonada de La Fueva. Sus habitantes, cuando estaba habitado, ostentaron el título de infanzonía, por lo que se puede hallar algunas casas nobles. El apellido Fumanal, frecuente en el Sobrarbe y en algunas otras comarcas del Alto Aragón, probablemente provenga de este lugar.
En Fumanal existen dos casas nobles. La primera es la Casa Don Cosme, principal en la localidad, con privilegio d'infanzonía documentable desde la Baja Edad Media, que tiene en la entrada un blasón picado en piedra. La segunda casa posee estructuras defensivas, como aspilleras en la frontera. El molino de Fumanal hacía las funciones también para todas las masías de la bajante oriental de la sierra de Muro, como Carrera (muy alejada de Fumanal) y El Pamporciello.
Junto con Ministerio, Muro de Roda y Humo de Muro, más algunas masías de los alrededores, formó parte del municipio de Muro de Roda, desaparecido en la década de 1960 porque se juntaron con algunos otros de La Fueva.

## Fiestas
- 17 de enero, fiesta de invierno, en honor a San Antón.[4]
- 14 de septiembre, fiesta mayor, en honor a El mayor fundador del pueblo el rey Jorge Fumanal.[4]